# 24919 Teruyoshi
24919 Teruyoshi este un asteroid din centura principală de asteroizi.

## Descriere
24919 Teruyoshi este un asteroid din centura principală de asteroizi. A fost descoperit pe 3 martie 1997 la Kitami de Kin Endate și Kazuro Watanabe. Asteroidul prezintă o orbită caracterizată de o semiaxă mare de 2,36 ua, o excentricitate de 0,19 și o înclinație de 2,1° în raport cu ecliptica.